# キース・レムフリー
キース・レムフリー（Keith J. Remfry 1947年11月17日 - 2015年9月16日）は、イギリスのイーリング・ロンドン特別区出身の柔道選手。階級は重量級。身長193cm。体重114kg。

## 人物
1971年の世界選手権重量級では3回戦で岩釣兼生を崩上四方固で破るなどして3位となった。翌年の1972年ミュンヘンオリンピックでは初戦でカナダのダグ・ロジャースに敗れた。1973年の世界選手権では前回に引き続いて3位となった。1976年モントリオールオリンピック重量級では準決勝でソ連のセルゲイ・ノヴィコフに大外刈で有効、3位決定戦でも遠藤純男に背負投の有効でそれぞれ敗れて5位に終わったが、無差別では決勝まで進み、そこで上村春樹に崩上四方固で敗れたものの銀メダルを獲得した。

## 主な戦績
- 1968年 - ヨーロッパジュニア　2位
- 1970年 - イギリス国際　優勝
- 1971年 - ヨーロッパ選手権　優勝
- 1971年 - 世界選手権　3位
- 1973年 - ヨーロッパ選手権　2位
- 1973年 - 世界選手権　3位
- 1976年 - イギリス国際　優勝
- 1976年 - モントリオールオリンピック　重量級　5位　無差別　2位